# Birkenmühle (Neunkirchen-Seelscheid)
Birkenmühle ist ein Ortsteil der Gemeinde Neunkirchen-Seelscheid im Rhein-Sieg-Kreis. 

## Lage
Birkenmühle liegt südlich von Schöneshof im kleinen Tal des Geibaches. Nachbarorte im Westen sind Birken und Remschoß.

## Geschichte
Die Birker Mühle wurde 1910 mit Müller Peter Walterscheid verzeichnet.
Die Wassermühle gehörte bis 1969 zur Gemeinde Neunkirchen.